# Milevci
Milevci (izvirno srbsko Милевци) je naselje v Srbiji, ki upravno spada pod Občino Bosilegrad; slednja pa je del Pčinjskega upravnega okraja.

## Demografija
V naselju živi 123 polnoletnih prebivalcev, pri čemer je njihova povprečna starost 54,5 let (49,8 pri moških in 58,5 pri ženskah). Naselje ima 60 gospodinjstev, pri čemer je povprečno število članov na gospodinjstvo 2,33.
To naselje je v glavnem bolgarsko (glede na popis iz leta 2002), a v času zadnjih treh popisov je opazno zmanjšanje števila prebivalcev.
|  |

| Demografija | Demografija     | Demografija     |
| Leto        | Št. prebivalcev | Št. prebivalcev |
| ----------- | --------------- | --------------- |
|             |                 |                 |
|             |                 |                 |
|             |                 |                 |
|             |                 |                 |
| 1948        | 423             |                 |
| 1953        | 421             |                 |
| 1961        | 376             |                 |
| 1971        | 370             |                 |
| 1981        | 273             |                 |
| 1991        | 205             | 205             |
| 2002        | 142             | 140             |
|             |                 |                 |

| Etnična sestava po popisu iz leta 2002 | Etnična sestava po popisu iz leta 2002 | Etnična sestava po popisu iz leta 2002 | Etnična sestava po popisu iz leta 2002 | Etnična sestava po popisu iz leta 2002 |
| -------------------------------------- | -------------------------------------- | -------------------------------------- | -------------------------------------- | -------------------------------------- |
| Bolgari                                | Bolgari                                |                                        | 129                                    | 92,14%                                 |
| Makedonci                              | Makedonci                              |                                        | 1                                      | 0,71%                                  |
| Neznano                                | Neznano                                |                                        | 3                                      | 2,14%                                  |